# Andrew Watson (Bischof)

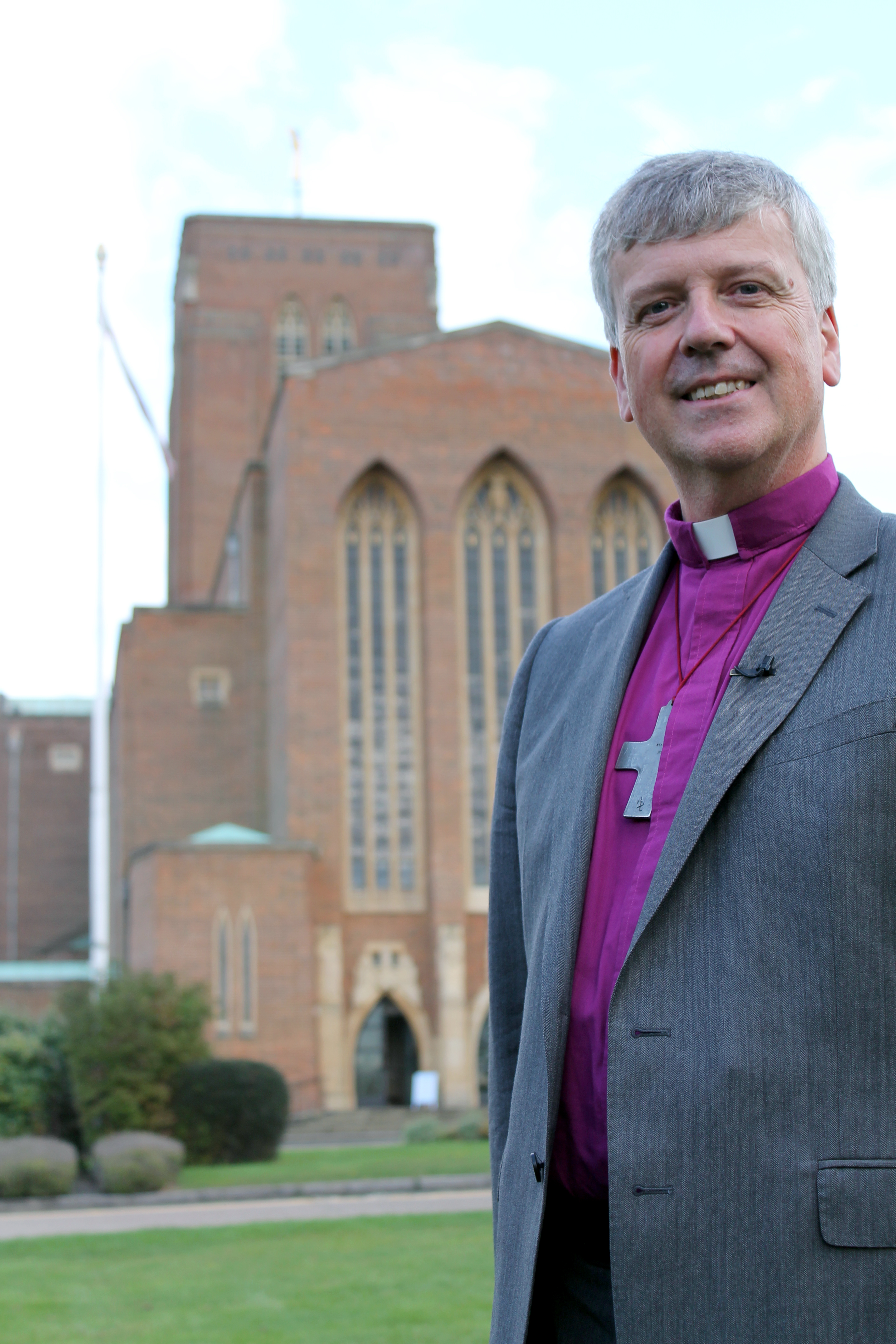
Andrew Watson

Andrew John Watson (* 16. Juli 1961) ist ein britischer anglikanischer Theologe. Er ist seit 2014 Bischof von Guildford in der Church of England.

## Leben
Watson stammte aus einer religiösen Familie. Seine Großeltern väterlicherseits, die sein Leben entscheidend prägten, arbeiteten als Missionare im Südwesten der Republik China. Er besuchte das Winchester College. Er studierte Rechtswissenschaften am Corpus Christi College der Universität Cambridge. Während seiner Studienzeit war er aktiver Musiker. Er spielte Fagott in verschiedenen Orchestern und Kammermusikensembles. Nach seinem Studienabschluss arbeitete er als Hausmeister und als Jugendsozialarbeiter in Islington, London.
Zur Vorbereitung auf das Priesteramt besuchte er das Ridley Hall Theological College in Cambridge. 1987 erfolgte seine Ordination. Seine Priesterlaufbahn begann er als Vikar (Curate) an der St Peter’s Church in Ipsley in der Diözese von Worcester (1987–1991) und an der St. John’s and St. Peter’s Church in Notting Hill in der Diözese von London (1991–1996). Während seiner Amtszeit war er für die Restaurierung der St. John’s and St. Peter’s Church, die auch mehrfach als Hintergrundkulisse in dem Kinofilm Notting Hill zu sehen ist, verantwortlich. Er richtete dort ein Gemeindecafé, eine Kindertagesstätte und einen Gefängnisbesuchsdienst ein. Anschließend war er von 1996 bis 2008 Pfarrer (Vicar) an der St Stephen’s Church in East Twickenham, wo er den Bau von drei weiteren Kirchen verantwortete. Er unternahm Gemeindereisen nach Norwegen, Schweden und entsandte Hilfsteams nach Donezk und in die Slums von Neu-Delhi. Seit 2003 war er Dekan (Area Dean) von Hampton; dieses Amt hatte er bis zur Erhebung zum Bischof inne. Von 2000 bis 2008 war er Mitglied der Generalsynode der Church of England.
Im September 2008 wurde er als „Bischof von Aston“  zum Suffraganbischof in der Diözese von Birmingham in der Church of England ernannt. Am 28. Oktober 2008 wurde er in der St Paul’s Cathedral zum Bischof geweiht. Als „Bischof von Aston“ zeichnete er für die Durchführung des Programms Transforming Church verantwortlich.
Im September 2014 wurde seine Ernennung zum Bischof von Guildford bekanntgegeben. Er wurde Nachfolger von Christopher Hill, der im September 2013 in Ruhestand gegangen war. Im November 2014 wurde seine Wahl zum Bischof von Guildford im Rahmen eines Gottesdienstes in der St Mary le Bow Church in London kirchenrechtlich bestätigt. Seine feierliche Amtseinführung und Inthronisation als „Bischof von Guildford“ findet am 28. Februar 2015 in der Guildford Cathedral statt.
Watson ist Autor der theologischen Werke The Fourfold Leadership of Jesus (Bible Reading Fellowship (BRF) 2008), Confidence in the Living God (BRF 2009) und The Way of the Desert (BRF 2011).

## Familie und Privates
Watson ist verheiratet. Seine Frau Beverly wuchs in den West Midlands auf; beide hatten sich beim gemeinsamen Theologiestudium am Ridley Hall Theological College kennengelernt. 2008 wurde seine Frau Beverly in der St Paul’s Cathedral zur Diakonin geweiht. Aus der Ehe gingen vier Kinder hervor, zwei Söhne und zwei Töchter.
Zu seinen Hobbys gehören Musizieren, Lesen, Kochen, Fotografieren und Spaziergänge am South West Coast Path. Sein besonderes Interesse gilt dem Land China, welches er auch bereits bereiste.